# Буковічор
Буковічор (рум. Bucovicior) — село у повіті Долж в Румунії. Входить до складу комуни Вела.
Село розташоване на відстані 218 км на захід від Бухареста, 36 км на захід від Крайови.

## Населення
За даними перепису населення 2002 року у селі проживали 507 осіб, усі — румуни. Усі жителі села рідною мовою назвали румунську.